# خرشنة قطبية
الخرشنة القطبية أو الخرشنة الفردوسية (الاسم العلمي: Sterna paradisaea) (بالإنجليزية: Arctic Tern)‏ هو نوع من الطيور يتبع جنس الخرشنة من الفصيلة النورسية. وهيَ تعد الطائر ذا رحلة الهجرة الأطول في العالم كله. تتكاثر هذه الطيور في المناطق المجاورة للقطب الشمالي، بما في ذلك القطب نفسه والمنطقة المحيطة به في شمال آسيا وأوروبا وأمريكا الشمالية. وهي مهاجرة بامتياز، إذ تسافر كل عام من مناطق تكاثرها في القطب الشمالي وحتى البحار المحيطة بالقطب الجنوبي، في رحلة يبلغ طولها 35,450 كم جيئة وذهاباً، وهذه أطول رحلة هجرة منتظمة معروفة حتى الآن في عالم الحيوانات كله لا الطيور وحدها. تطير الخرشنة القطبية بالانزلاق عبرَ تيَّارات الهواء، وهي تقوم بالغالبية العظمى من حاجاتها ووظائفها الطبيعية خلال طيرانها دون الحاجة إلى الهبوط. وتضع هذه الطيور البيض كل فترة تتراوح من عام إلى ثلاثة أعوام اعتماداً على طول دورتها التزواجية، فما إن تنتهي من وضعه حتى تبدأ رحلتها مجدداً نحو الجنوب للهجرة مرة أخرى. وهي من الطيور التي خطر تهديدها بالانقراض ضعيف جداً.
الخرشنة القطبية من الطيور متوسط الحجم عموماً، فطولها يَتراوح عادة من 30 إلى 39 سنتيمتراً، وعرض جناحيها من 76 إلى 85 سنتيمتراً. واللونان الأساسيبان لريشها هما الأبيض والرمادي، في حين أن منقارها وأقدامها حمراء، وأعلى رأسها وخلف عنقها أسودان، وجبهتها ووجنتاها بيضاوان، أما أكتافها فبنية وأحياناً بيضاء، وأعلى أجنحتها رماديٌّ بحافة بيضاء، والذيل ذو الشطرين الطويلين مبيض معَ بعض الخطوط الرماديَّة.
فترة حياة الخرشنات القطبيَّة طويلة بشكل عام، فكثيراً ما تبلغ 30 عاماً. وغذاؤها الرئيسيّ هوَ الأسماك واللافقاريات البحريَّة الصغيرة. توجد أعداد كبيرة من هذه الطيور حول العالم، فعددها يُقدر بما يزيد عن المليون طائر، ومقدار انحدار أعدادها هذه عاماً بعد عام ليسَ معروفاً في الوقت الحاضر، لكنه قلل من تواجدها في المناطق الجنوبية في الماضي.

## الانتشار والهجرة
تمتد مناطق تكاثر الخرشنة القطبية (أي عملياً منطقة استقرارها الرئيسية) عبر الأراضي الداخلة ضمن نطاق الدائرة القطبية الشمالية، حيث تتواجد على الخطوط الساحليَّة والأجزاء المعتدلة الباردة من أمريكا الشمالية وأوراسيا خلال فصل الصيف الشمالي. بينما تشتي في المنطقة الواقعة ضمن نطاق الدائرة القطبية الجنوبية وما حولها، حيث تتواجد في البحار الجنوبيَّة أو حتى عند حواف قارة أنتاركتيكا خلال فصل الصيف الجنوبي. وعموماً تمتد مناطق تواجد هذه الطيور عبر مساحة تبلغ حوالي 10 ملايين كيلومتر مربع.
تشتهر الخرشنة القطبية برحلة هجرتها السنويَّة الطويلة، إذ تحلق في كل عام من أراضي تكاثرها الشماليَّة إلى أطراف أنتاركتيكا البعيدة ثم تعود الطريق كله مجدداً، ومن ثمَّ فيَبلغ ما تقطعه إجمالاً مسافة 19,000 كيلومتر ذهاباً (وذلك اعتماداً على قياس المسافة بين نقطتي بدء وانتهاء الرحلة كخط مستقيم، دون أخذ الالتفافات والأنحاءات الطبيعيَّة خلال الطريق بالحسبان). وهذا يَعني أنها تمر بفصلي صيف خلال العام، وترى ضوء الشمس أكثر من أي كائن آخر على الكوكب. ومن الحالات المسجلة لقدرات هذه الطيور المذهلة على قطع المسافات الطويلة خرشنة قطبية زودت بحلقة تتبع عندما كانت فرخاً صغيرًا. بلا ريش في جزر فيرن بنورث ثمبرلاند (المملكة المتحدة) في صيف عام 1982 الشماليّ، وخلال ما لا يتعدى ثلاثة شهور عثرَ عليها في ملبورن بأستراليا في شهر أكتوبر من العام نفسه، أي بعدَ أن قطعت مسافة تتجاوز 22,000 كيلومتر خلال هذه المدة البسيطة. ومن الحالات الأخرى فرخ مشابه زود بحلقة في لبرادور بكندا في 23 يوليو عام 1928، ثم عثرَ عليه في أمريكا الجنوبية بعد ذلك بأربعة شهور فقط.
لكن على الرغم من ذلك نشر بحث في أوائل عام 2010 حول محاولات لمراقبة رحلة الخرشنات القطبية باستخدام أجهزة تتبع مربوطة بالطيور، وقد أظهر البحث أن الحالتين السَّابق ذكرهما للمسافات التي تقطعها الخرشنات خلال طيرانها كانتا في الوَاقع غير اعتياديَّتين بالنسبة لهذه الحيوانات، إذ أنه تابع رحلة 11 خرشنة حلقن من مواقع تكاثرهن في غرينلاند أو آيسلندا إلى القطب الجنوبيّ، وكان مُتوسط المسافة التي قطعنها خلال العام 70,900 كم، في حين كان أقصاها 81,600 كم. وسبب اختلاف نتائج هذا البحث عن البحوث السَّابقة هوَ اكتشافه أن الطيور كانت تأخذ طرقاً ومسارات ملتفة ومنحنية للتمكن من ركوب تيَّارات الهواء. بما أن الخرشنة القطبية تعيش بالمتوسط لمدة 20 عاماً، فهذا يَعني أن متوسط المسافة التي تسافرها خلال حياتها يبلغ حوالي 2.4 ميلون كيلومتر. وهيَ بشكل عام تسافر عبرَ طرق بعيدة عن الشاطئ.

## الوصف والتصنيف

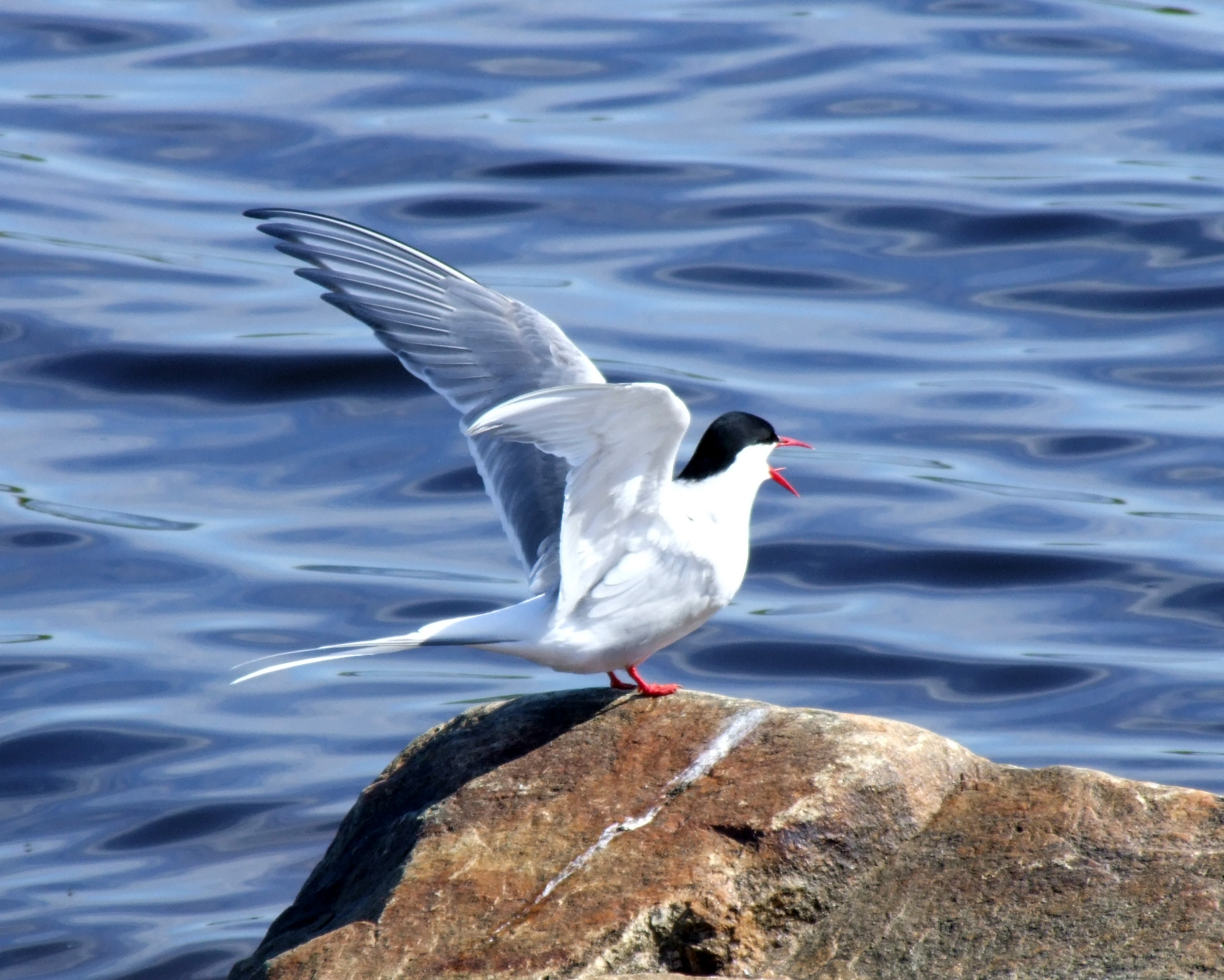
خرشنة قطبية في فنلندا.

الخرشنة القطبية هيَ طائر متوسط الحجم يَبلغ طوله من رأس منقاره إلى طرف ذيله حوالي 33 إلى 36 سم وعرض جناحيه 76 إلى 85 سم. ووزنه حوالي 86إ إلى 127 غرام. وهوَ ذو منقار أحمر داكن، كما أنه قصير الساقين ومكفف القدمين، ويَملك مثل معظم الخرشنات الأخرى ذيلاً من شطرين طويلين.
لون ريش الطيور البالغة من الخرشنات القطبيَّة في الأجزاء العلويَّة من الجسد رمادي، معَ أعلى رأس ومؤخرة عنق سوداوين ووجنتين بيضاوتين. أما أعلى الأجنحة فلونه رمادي باهت، والمنطقة المجاورة لحافة الجناح - طرف الجناح البعيد عن الجسد - شبه شفافة. الأجزاء السفليَّة من الجسد هيَ الأخرى ذات لون رماديٍّ شاحب، في حين أن الذيل أبيض. في فصل الشتاء يَختلف لون ريش الخرشنة قليلاً، إذ يُصبح أعلى الرأس أكثر أبيضاضاً بينما يُصبح المنقار أدكن، لكن عموماً لا يَختلف مظهر الطائر كثيراً.

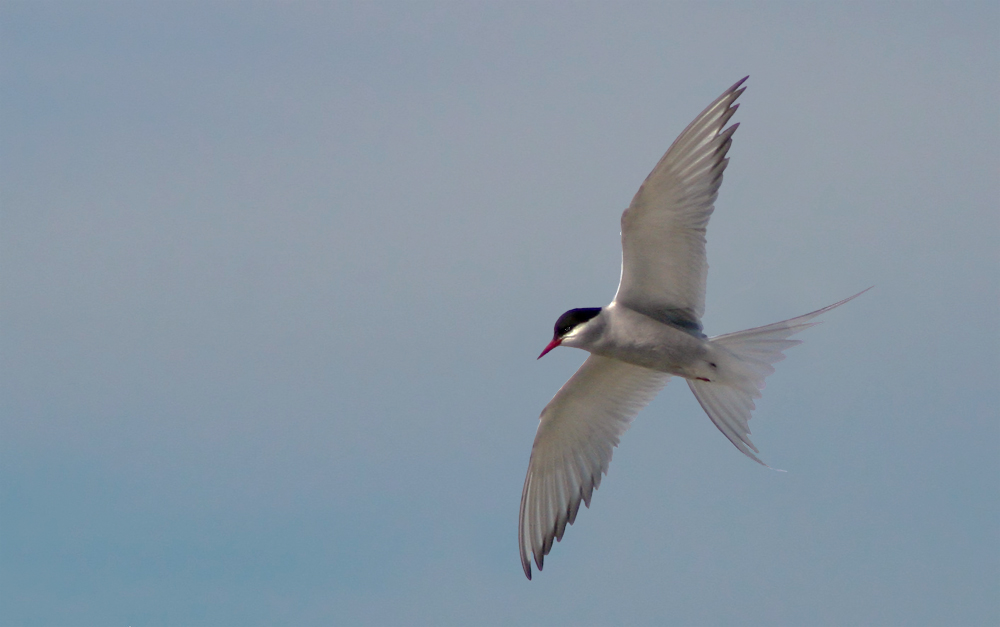
خرشنة قطبية وهيَ تحلق وجناحاها مبسوطان.

يَتشابه كلا جنسي الخرشنة القطبيَّة في المظهر العام، أما الطيور اليافعة فتختلف عن تلك البالغة بأن أقدامها ومنقارها سوداوا اللون، وبأن ريش أجنحتها ذا شكل «حرشفيّ» نوعاً ما، كما أن أن مؤخرة جناحيها (الأطراف الخلفيَّة لريش الجناحين) والأطراف العلويَّة لكل ريش جسمها عموماً ذات لون داكن، بينما شطرا الذيل أقل طولاً مما هي عند البالغين. وبالإضافة إلى ذلك يَكون أعلى الجبهة أكثر أبيضاضاً عند الطيور اليافعة في صيفها الأوَّل.
تملك الخرشنة القطبيَّة نداءات متنوعة، وأكثرها شيوعاً هما نداء التحذير والبلاغ. فالأوَّل يُستخدم لتحذير الخرشنات الأخرى عندما يُحاول كائن ضارٍ خطر (كالبشر والثدييات الأخرى مثلاً) دخول مستعمرة الطيور، والثاني ذو طبيعة اجتماعيَّة يُستخدم عندما يعود الطير إلى المستعمرة أو خلال المواجهات بين الخرشنات القطبية نفسها. ولدى كل طائر نداء بلاغي خاص به يَختلف عن الآخر، وبهذا فهوَ يلعب دوراً في تعرف الخرشنات على بعضها مثل أنغام العصافير. وبالإضافة إلى هذين الندائين توجد 8 نداءات أخرى مُسجلة للخرشنات القطبية، من نداءات الترجي عند الإناث خلال موسم التزاوج إلى نداءات الهجوم عند انقضاض الخرشنات المُتعاركة على بعضها.
تشبه الخرشنة القطبية بشكل عام الخرشنة الشائعة والخرشنة الوردية، لكن معَ ذلك يَختلف لونها وأصواتها ومظهرها العام قليلاً عن هاتين الخرشنتين. فبالمقارنة مع الشائعة فأن ذيل الخرشنة القطبية أطول ومنقارها ذو لون واحد بكامله، أما اختلافاتها الرئيسيَّة عن الخرشنة الوردية فهيَ لون الخرشنة القطبية العامّ الأدكن قليلاً وأجنحتها الأطول. وبالإضافة إلى ذلك فنداءات الخرشنة القطبيَّة عموماً أكثر علواً وخشونة من نداءات الشائعة، كما يُمكن تمييزها بسهولة عن نداءات الخرشنة الوردية.
أكثر أقارب الخرشنة القطبية صلة بها هيَ مجموعة من الطيور القطبية الجنوبية، تضم الخرشنات القطبية الجنوبية والأمريكية الجنوبية والكيرغولينية.

## التكاثر

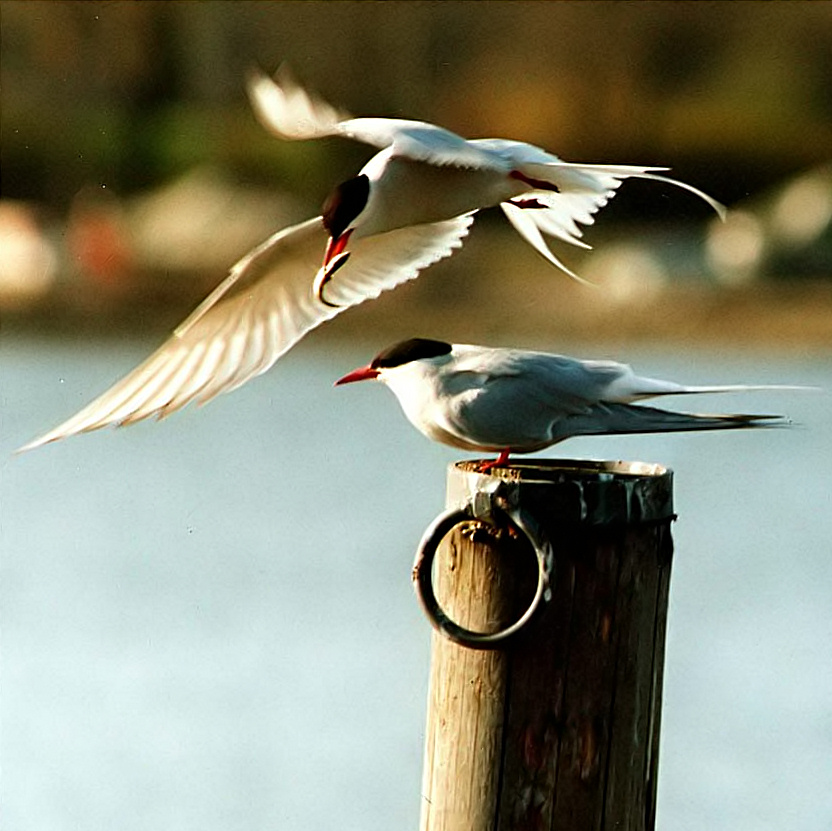
زوج من الخرشنات القطبية في حالة التودد.

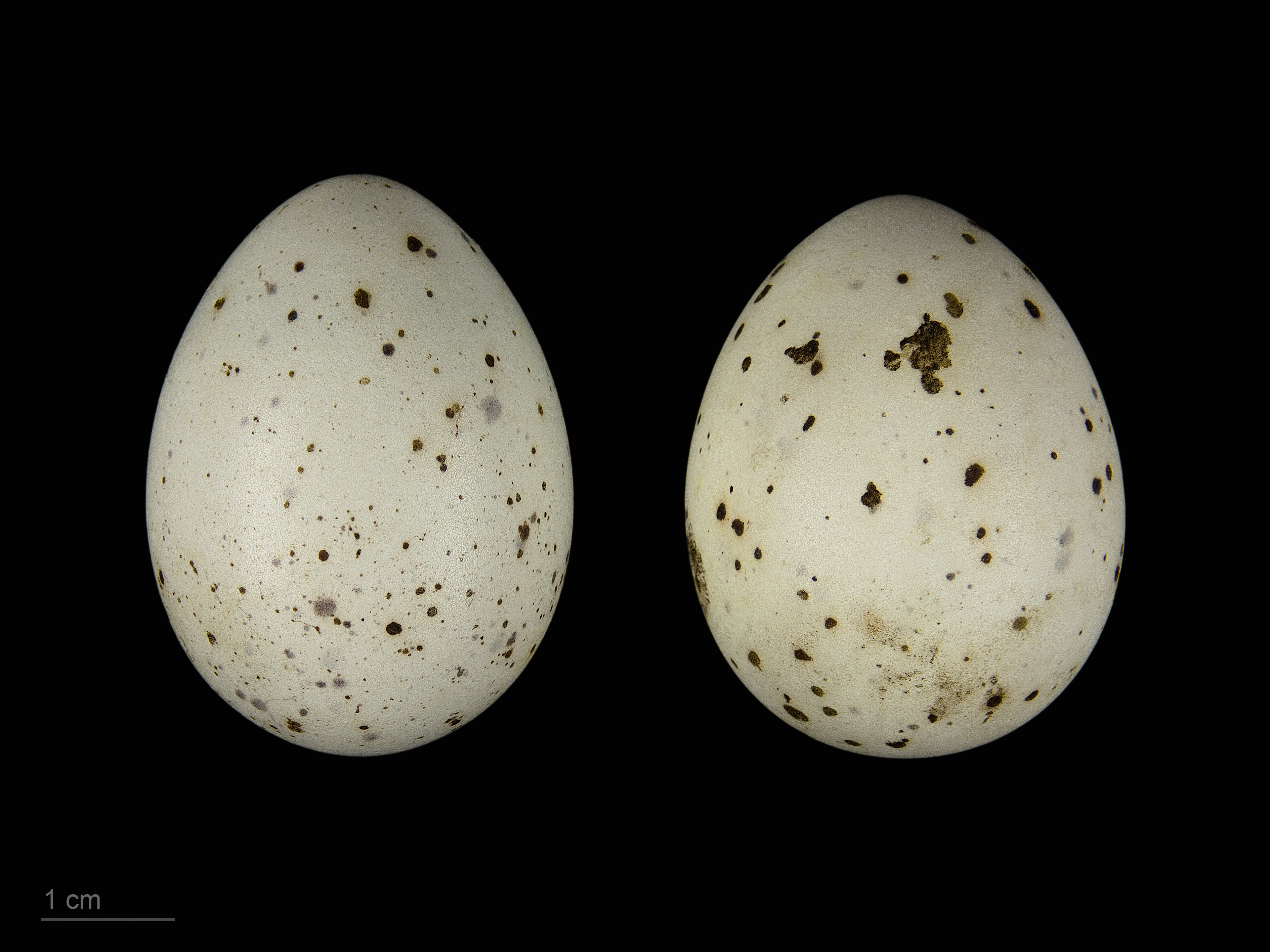
Sterna paradisaea

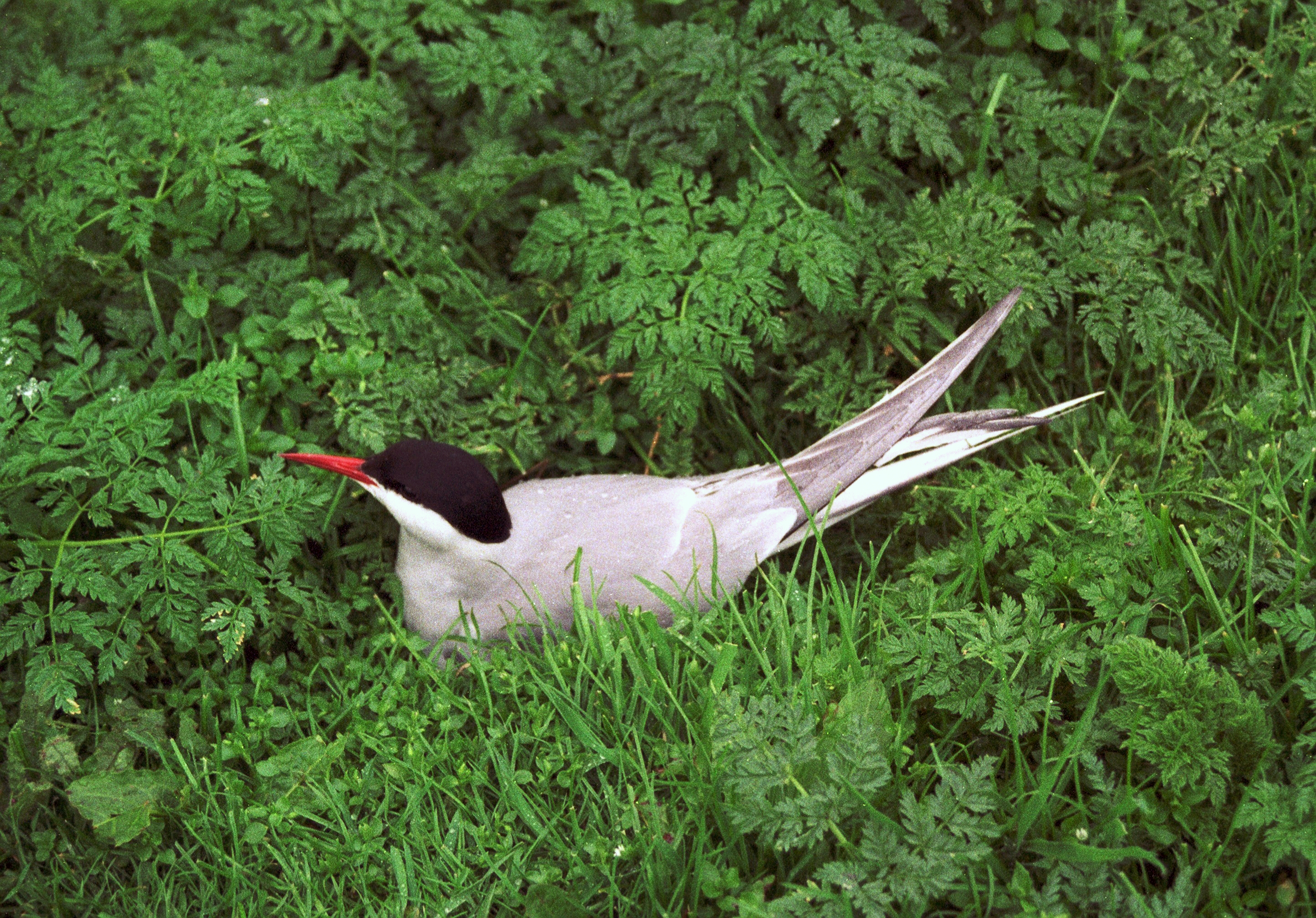
خرشنة قطبية معششة في إحدى جزر فارنه، ثمبرلاند الشمالية، إنكلترا.

تبدأ هذه الطيور بالتكاثر حالما تبلغ عامها الثالث أو الرابع، وهي كائنات تتزاوج لمدى الحياة، وأغلبها يعود إلى ذات المستعمرة التي يُفرّخ فيها سنة بعد سنة. يدوم التودد والمغازلة فترة طويلة خاصة بالنسبة للطيور التي تعشش لأول مرة في حياتها، وهو يبدأ بما يُسمّى «بالطيران العلوي»، حيث تقوم الأنثى بملاحقة الذكر حتى ارتفاع عالٍ، ومن ثم يهبطا سويًا ببطء. يلي هذا المغازلة التي تُعرف باسم «طيران الأسماك»، حيث يقوم الذكر بتقديم بضعة أسماك صغيرة إلى أليفته لزيادة الودّ بينهما. أما المغازلة على الأرض فتتمثل بتبختر الطائر أمام أليفه، حيث يسير أمامه وقد انتصب ذيله وخفض أجنحته. غالبًا ما يقوم الزوجان بعد ذلك بالتحليق حول بعضهما البعض لفترة من الوقت.
ينتقي الأليفان موقع التعشيش بعناية، ويدافعان عنه بشراسة، وخلال هذا الوقت يستمر الذكر بإطعام أنثاه، ولا يكف عن ذلك حتى تسمح له تلك الأخيرة بالجماع. تتناسل هذا الطيور وتفرّخ في مستعمرات ضخمة تقطن السواحل والجزر، وفي أحيان قليلة التندرا الداخلية بالقرب من مصدر للمياه، وغالبًا ما تكون مستعمراتها عبارة عن خليط من أسرابها وأسراب الخرشنة المألوفة. يتراوح عدد البيض في الحضنة بين بيضة واحدة وثلاث بيضات، وفي الغالب اثنين.

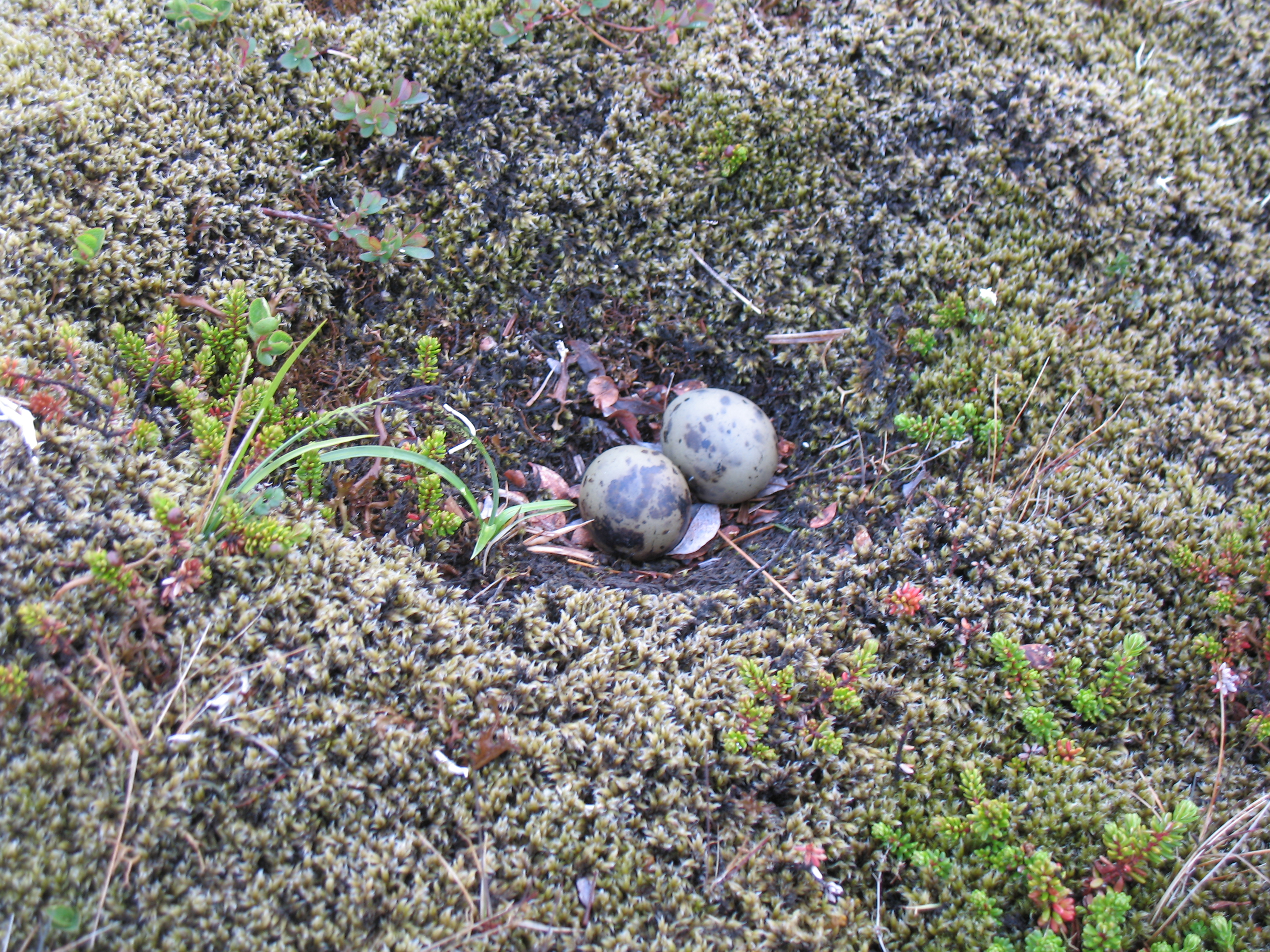
عش خرشنة قطبية فيه بيضتان في منتزه ثينغفيلر الوطني، أيسلندا.

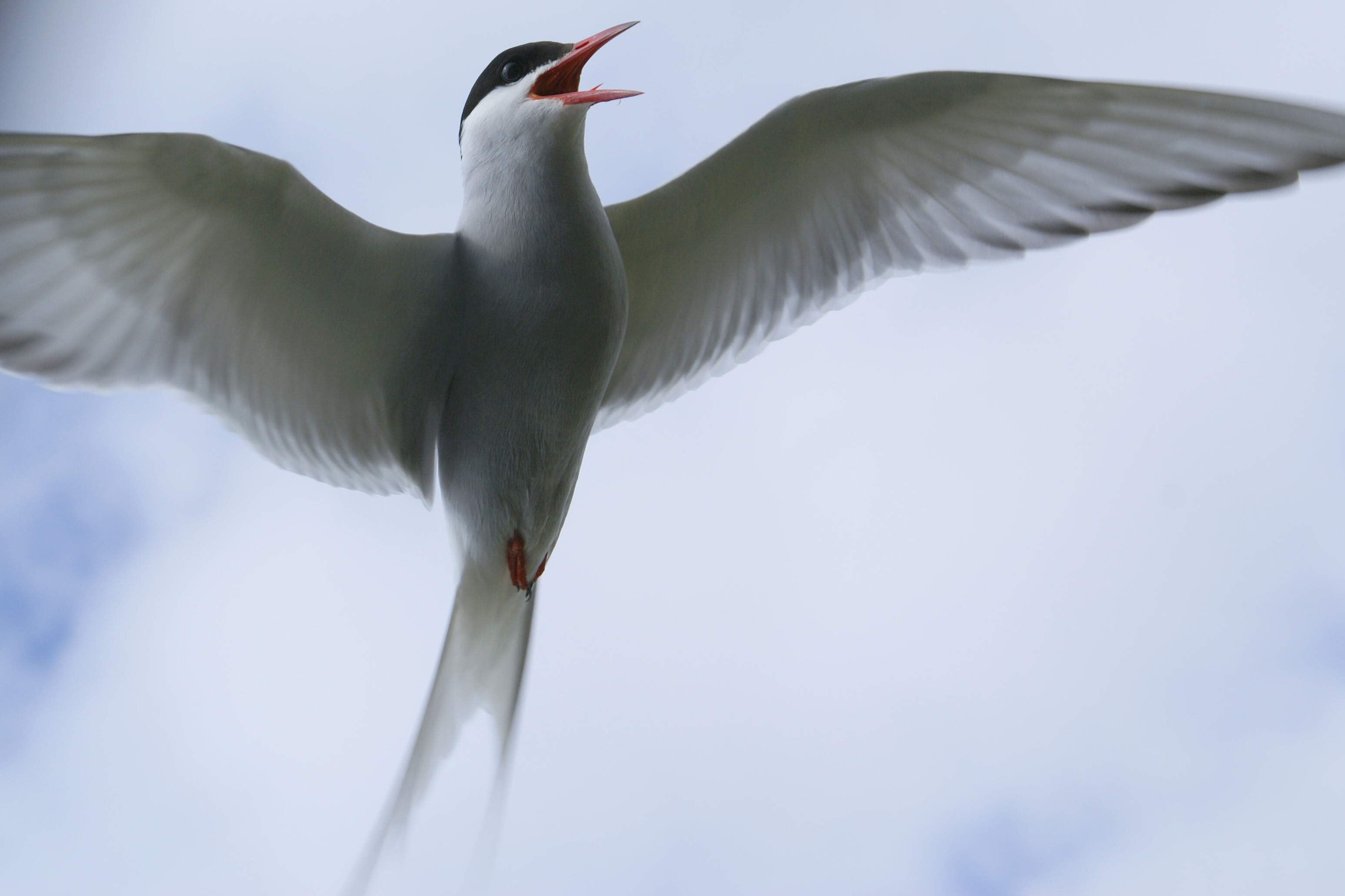
خرشنة قطبية تدافع عن عشها بالقرب من نهر ماركارفليوت في جنوب أيسلندا.

تُعدّ الخرشنة القطبية إحدى أكثر الخرشنات عدائية، فهي تدافع عن أعشاشها وفراخها بشراسة بالغة جدًا، فتهاجم البشر والضواري كبيرة الحجم دون تفرقة بينها، بحال اقتربت من أعشاشها، وغالبًا ما تنقر أعلى أو مؤخرة رأس من يهاجمها، وعلى الرغم من أن حجمها لا يسمح لها بالتسبب بجروح بالغة، إلا أنها قادرة على التسبب بنزيف عنيف. لهذا السبب، تقوم بضعة أنواع أخرى من الطيور بالتعشيش في مستعمرات الخرشنات القطبية، أو بالقرب منها، كي تحظى هي وفراخها بالحماية من الضواري.
العش عبارة عن أفحوص في الأرض، تقوم بعض الطيور بتبطينه بالأعشاب وغيرها من المواد الطريئة، وبعضها الآخر يتركه على ما هو عليه. وبيض هذه الطيور مرقّش شديد التمويه والاندماج مع محيطه الحصوي، يتاوب كلا الأبوان على رخمه طيلة ساعات الليل والنهار. تفقس الفراخ بعد فترة تتراوح بين 22 و27 يومًا من الرخم، وتكتسي بالريش بعد فترة تتراوح بين 21 و24 يومًا. يُحتمل أن تدوم فترة الرخم 34 يومًا، بحال استمر الأبوان بهجر العش لفترة قصيرة من الزمن هربًا من الضواري.

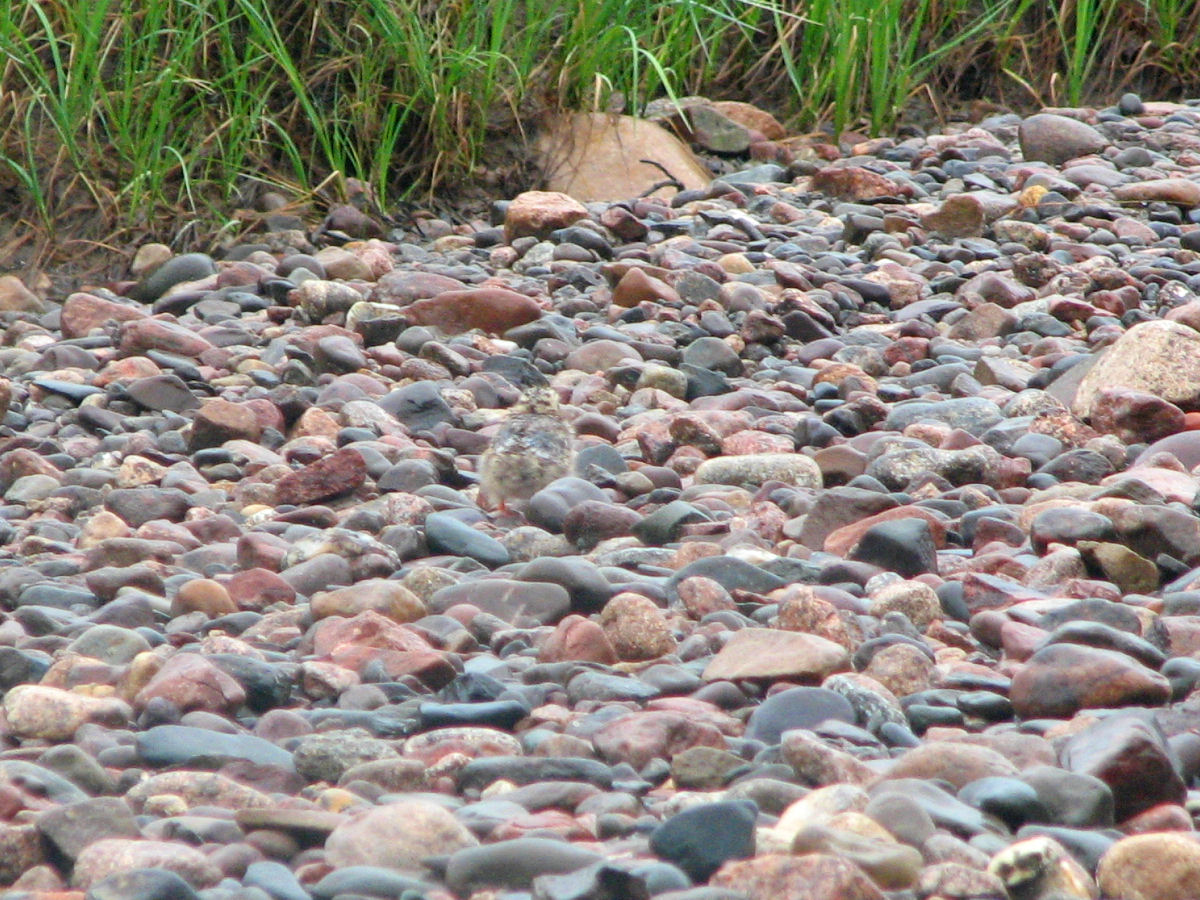
فرخ خرشنة قطبية مموه بين الحصى.

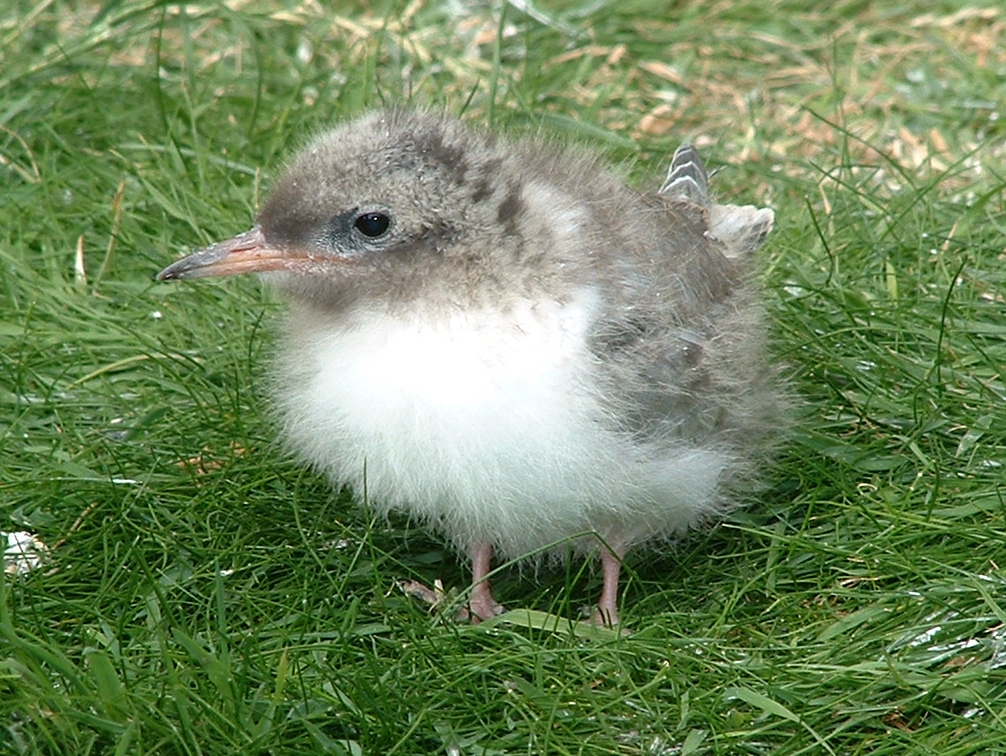
فرخ خرشنة قطبية في إحدى جزر فارنه، ثمبرلاند الشمالية، إنكلترا.

تكون الفراخ مكسوّة بالزغب عند فقسها، وتبدأ بالحراك واستكشاف محيطها بعد يوم أو ثلاثة من الفقس، لكنها لا تبتعد كثيرًا عن العش. يحضن الأبوان فراخهما طيلة الأيام العشرة الأولى من فقسها، ويتناوبان على الاعتناء بها، ويُطعمانها السمك بشكل حصري تقريبًا، وينتقيان أسماكًا أكبر مما يأكلان بنفسهما ويقدمانها للفراخ، ليضمنا تغذيتها على أكمل وجه. تحضر الذكور عدد أكبر من الأسماك مما تحضر الإناث، ويستمر كل منهما بإطعام الفراخ لفترة تقرب من الشهر، ثم تُفطم الصغار تدريجيًا. تبدأ الصغار بإطعام نفسها بعد أن اكتسائها بالريش، وتتعلم كيفية الصيد عن طريق الغطس. تهاجر الفراخ جنوبًا لأول مرة بمساعدة أبويها.
الخرشنات القطبيّة طيور تعمّر طويلاً، لكنها تنجب عددًا قليلاً من الصغار فقط طيلة حياتها، لذا فإنها تصنّف على أنها من الأنواع التي تفضل النوعيّة على الكمية بالنسبة لتكاثرها (بالإنجليزية: K Selection)‏، أي أنها تُنجب عددًا قليلاً من الصغار الصحيّة في حياتها، وتضمن بقاء السواد الأعظم منها، عوض أن تنجب عددًا كبيرًا من الصغار الصحيّة والعليلة، والتي يُحتمل نفوق معظمها. يصل أمد الحياة عند هذه الطيور إلى 34 سنة في أقصى الحالات الموثقة، ومعدله هو 20 سنة. وقد أظهرت إحدى الدراسات التي أجريت في جزر فارنه الواقعة قبالة ساحل ثمبرلاند الشمالية في إنكلترا، أن نسبة الفراخ الباقية تصل إلى 82%.

## البيئة والسلوك
يختلف غذاء الخرشنة القطبية باستمرار اعتماداً على موقعها والفترة التي تعيشها من العام، لكنها عادة ما تكون لاحمة. عموماً يَتألف غذاؤها الرئيسيّ في معظم الأوضاع من الأسماك والقشريات البحريَّة، وبشكل خاص الأسماك، إذ توفر سعرات حرارية أكثر مما يوفره أي حيوان آخر، وتمثل بذلك أهم جزء من نظام الخرشنة الغذائي. وبدقة أكبر تستهدف هذه الطيور في العادة أسماك المياه الضحلة غير الناضجة (بعُمر سنة إلى سنتين)، مثل الرنجة والقد والكابلين ورماح الرمال، أما من القشريات البحرية فتشمل الأنواع التي تتغذى عليها السرطانات والكريلات ومزدوجات الأرجل. وأحياناً يُمكن أن تأكل الخرشنة القطبية أيضاً الرخويات والديدان البحرية بل وحتى العوزات، وتأكل أيضاً الحشرات لكن في مناطق تكاثرها الشماليَّة فقط.
يمكن أن تغطس الخرشنات القطبيَّة أحياناً لمسافات بسيطة تحت سطح الماء للإمساك بطرائدها القريبة منه من أسماك أو قشريات أو غيرها، كما يُمكن أن تطارد الحشرات في الهواء لبعض الوقت للإمساك بها. ويُعتقد أيضاً أن هذه الطيور - نظراً إلى حجمها الصَّغير - يُمكن أن تلجأ في بعض الحالات إلى وسيلة سرقة الطرائد للحصول على الغذاء، وذلك بالانقضاض على الطيور الأخرى التي تحمل معها طرائد ومفاجئتها ودفعها تلقائياً بذلك إلى إفلات الفريسة. ومن أنواع الطيور التي يُمكن أن تستهدفها الخرشنات القطبيَّة في هذه السرقات الخرشنات الأخرى وطيور فصيلتي الأوك والغطاسيات.
تكون الخرشنات القطبيَّات معرَّضة للهجوم خلال فترة التكاثر ووضع البيض، وذلك من طرف حيوانات عدة منها القطط وغيرها. فعلى سبيل المثال يَسرق نورس الرنجة الأمريكي الأكبر حجماً منها بيوضها وصغارها خلال هذه الفترة للتغذي عليها، إلى جانب كونه من الأساس منافساً لها على مواقع التعشيش. كما يُمكن أن تتعرض إلى الإزعاج من عدة طيور مثل النوارس والكراكر والخرشنات الأخرى، التي كثيراً ما تغير على الخرشنة القطبية وتسرق طعامها خلال البحث عن الغذاء. كثيراً أيضاً ما تعيش الخرشنة القطبية في مستعمرات مشتركة معَ أنواع أخرى من الخرشنات، مثل الشائعة السندويتشية.

## التهديدات

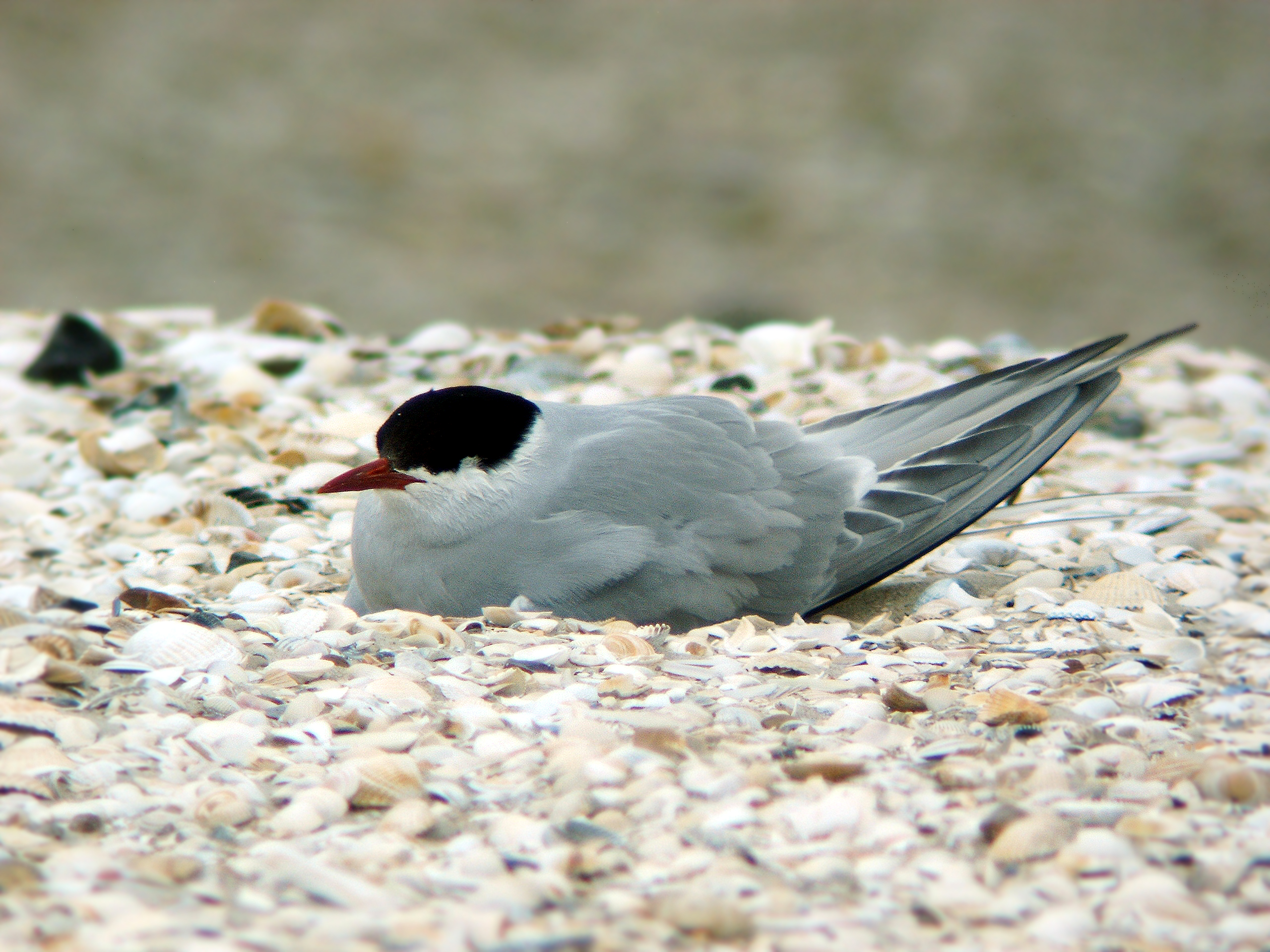
خرشنة قطبيَّة في جزيرة آمروم الألمانيَّة.

تُعتبر الخرشنة القطبية حيواناً مُهدداً أو في وضع غير مستقر في بعض الحالات الخاصة، وهيَ أيضاً من الأنواع المشمولة في الاتفاقية الأفريقية الأوراسية للحفاظ على الطيور المائية المهاجرة. فقد انحدرت أعداد هذه الطيور في إنكلترا الجديدة خلال أواخر القرن التاسع عشر نتيجة إلى الصيد الجائر، حيث كان يَستخدمها الصيَّادون لصناعة القبعات، ولا زال الصيد لهذا الغرض مُستمراً حتى اليوم في غرب غرينلاند، مما تسبب بانحدار أعداد الخرشنة هناك بمقدار ضخم منذ ما كانت عليه عام 1950.
أما في مناطق نصف الأرض الجنوبي من مواقع انتشار الخرشنة القطبية فقد تناقصت أعدادها بمعدلات هائلة أيضاً، والسَّبب وراء ذلك هو نقص الغذاء بشكل رئيسي. لكن معَ ذلك، فلا زالت معظم هذه الانحدارات في تعداد هذا النوع من الطيور محدودة وفي مناطق معيَّنة فقط، لذا فلا يُوجد حتى الآن تأثير واضح لها على حالة النوع ككل.
اعتبرت جمعية حياة الطيور العالميَّة أن الخرشنة القطبية في حالة خطر أدنى منذ عام 1988، إذ قدرت وقتها أعداد هذه الطيور بحوالي مليون طير حول العالم.

## الدور الثقافي
ظهرت الخرشنة القطبيَّة على الطوابع البريدية في العديد من المناطق والبلدان المُختلفة على مدى القرون الماضية، ومن هذه المناطق على سبيل المثال جزر أولند وفارو وألديرني، بينما تشمل البلدان كندا وفنلندا وآيسلندا وكوبا.
وقد أشير أيضاً إلى الخرشنة القطبية في عرض أيُّهم هو الخط بأي حال؟ (Whose Line Is It Anyway?) الكوميدي، وذلك خلال واحدة من أكثر لقطات العرض شهرة.